# Historisch Centrum Leeuwarden
Het Historisch Centrum Leeuwarden (HCL) is het centrum voor informatie en activiteiten betreffende de geschiedenis van de gemeente Leeuwarden.  Het ontstond in 2001 uit het Gemeentearchief Leeuwarden. Leeuwarden kreeg in 1838 als eerste stad in Nederland een echt stadsarchief, en Wopke Eekhoff werd de eerste stadsarchivaris van Nederland.
In het Historisch Centrum Leeuwarden worden enkele honderden archieven bewaard van de gemeente Leeuwarden (inclusief dat van een aantal fusiegemeenten) en van particuliere bedrijven, personen, families en instellingen. Verder beheert het HCL een waardevolle bibliotheek en een zeer omvangrijke beeldverzameling (de zogenaamde topografisch-historische atlas), de grootste in openbaar bezit in Noord-Nederland. Deze beeldverzameling bestaat hoofdzakelijk uit foto's, maar omvat ook prenten, kaarten, tekeningen en ander materiaal.
Organisatorisch maakt het HCL deel uit van de sector Fysiek Domein van de Gemeente Leeuwarden. Hieronder valt de gemeentearchivaris. Er werken bij het HCL circa twintig vaste medewerkers en ongeveer 100 vrijwilligers.
Op 1 oktober 2007 is het HCL verhuisd van de Grote Kerkstraat naar nieuwbouw aan de rand van de Prinsentuin, Groeneweg 1.
Sinds 2005 is het HCL verantwoordelijk voor het beheer van het gemeentelijk kunstbezit.
Het HCL beheert sindsdien ook het Pier Pander Museum (in de Prinsentuin) en de Pier Pandertempel (in de Noorderplantage), beide op een steenworp afstand van het nieuwe gebouw van het HCL. In 2010 kwam tevens de Oldehove onder het beheer van het HCL te staan.
Het Historisch Centrum Leeuwarden organiseert tal van lezingen, stadswandelingen en andere activiteiten voor bijvoorbeeld het onderwijs. In 2023 werd de Canon van Leeuwarden gepresenteerd.
In de tentoonstellingsruimte wordt het verhaal van Leeuwarden verteld aan de hand van historische documenten en voorwerpen. Daarnaast is er een wisselexpositie die ongeveer ieder half jaar wordt vernieuwd.